# Русанівський Макар Олексійович
Мака́р Олексі́йович Русані́вський (*6 серпня 1904 — †26 липня 1941, Київ) — український вчений, літературознавець, філолог-шевченкознавець, педагог.

## Біографічні відомості
1932 року став членом ВКП(б).
Очолював філологічний факультет Київського університету.
У перші дні другої світової війни Макара Русанівського було заарештовано й звинувачено в українському буржуазному націоналізмі. Без суду й слідства його стратили в Лук'янівській в'язниці Києва.
1956 року Русанівського було посмертно реабілітовано, а 10 травня 1989 року Комісія партійного контролю ЦК Компартії України прийняла постанову про партійну реабілітацію безпідставно репресованого колишнього декана філологічного факультету Київського університету доцента Макара Олексійовича Русанівського.

## Родина
Дружина Макара Олексійовича — Єлизавета Омелянівна Середа — все життя присвятила шевченкознавству. Із майбутнім чоловіком познайомилася в Харкові, де навчалася в інституті народної освіти. Коли переїхали до Києва, купили хату на Батиєвій горі.
Сини Макара:
- Віталій Русанівський (1931 — 2007) був відомим українським мовознавцем,
- Русанівський Ігор Макарович (1937 — 2019) журналіст.

## Творчий шлях
1939 року захистив кандидатську дисертацію. Об'єктом його дослідження була творчість харківських романтиків у порівнянні, зіставленні з творчістю Тараса Шевченка.

### Праці
Автор праці «Шевченко і українська література першої половини XIX сторіччя» (1939), надрукованої в «Наукових записках Київського державного університету ім. Т. Г. Шевченка», статті «Героїчна епопея (До сторіччя поеми Т. Г. Шевченка „Гайдамаки“)» (1941).